# Campionato mondiale di calcio 1974
Il Campionato mondiale di calcio FIFA 1974 o Coppa del Mondo FIFA 1974 (in tedesco: Fußball-Weltmeisterschaft 1974, in inglese: 1974 FIFA World Cup), noto anche come Germania Ovest 1974, è stata la decima edizione della massima competizione per le rappresentative di calcio (squadre comunemente chiamate "nazionali") maschili maggiori delle federazioni sportive affiliate alla FIFA.
Dopo la definitiva assegnazione della Coppa Jules Rimet al Brasile al termine del campionato del mondo 1970, la competizione assunse infatti il nome di Coppa del mondo FIFA (ingl. FIFA World Cup, fr. Coupe du Monde FIFA).
Si tenne in Germania Ovest dal 13 giugno al 7 luglio 1974. Furono 9 le città i cui impianti ospitarono gli incontri del torneo: Amburgo, Berlino Ovest, Dortmund, Düsseldorf, Francoforte sul Meno, Gelsenkirchen, Hannover, Monaco di Baviera (sede anche della finale per il 1º posto) e Stoccarda.
Il titolo fu vinto dai padroni di casa e campioni d'Europa in carica della Germania Ovest (al secondo trionfo nella competizione dopo Svizzera 54) che sconfissero per 2-1 dopo una combattuta e incerta finale i Paesi Bassi, fino a quel momento protagonista del torneo e artefice di un gioco brillante e offensivo che aveva favorevolmente impressionato per la sua novità ed efficacia gli osservatori e i critici sportivi.
Al di là dell'aspetto prettamente sportivo, tale edizione della rassegna iridata è passata inoltre alla storia come la prima in cui sulle divise dei giocatori appaiono i loghi degli sponsor tecnici, rompendo quindi definitivamente il tabù della pubblicità anche sopra le maglie nazionali. Inoltre, sempre per la prima volta, ogni nazionale ebbe modo di stampare i numeri di gioco dei calciatori, oltre che sulla maglia, anche sopra i calzoncini.

## Assegnazione

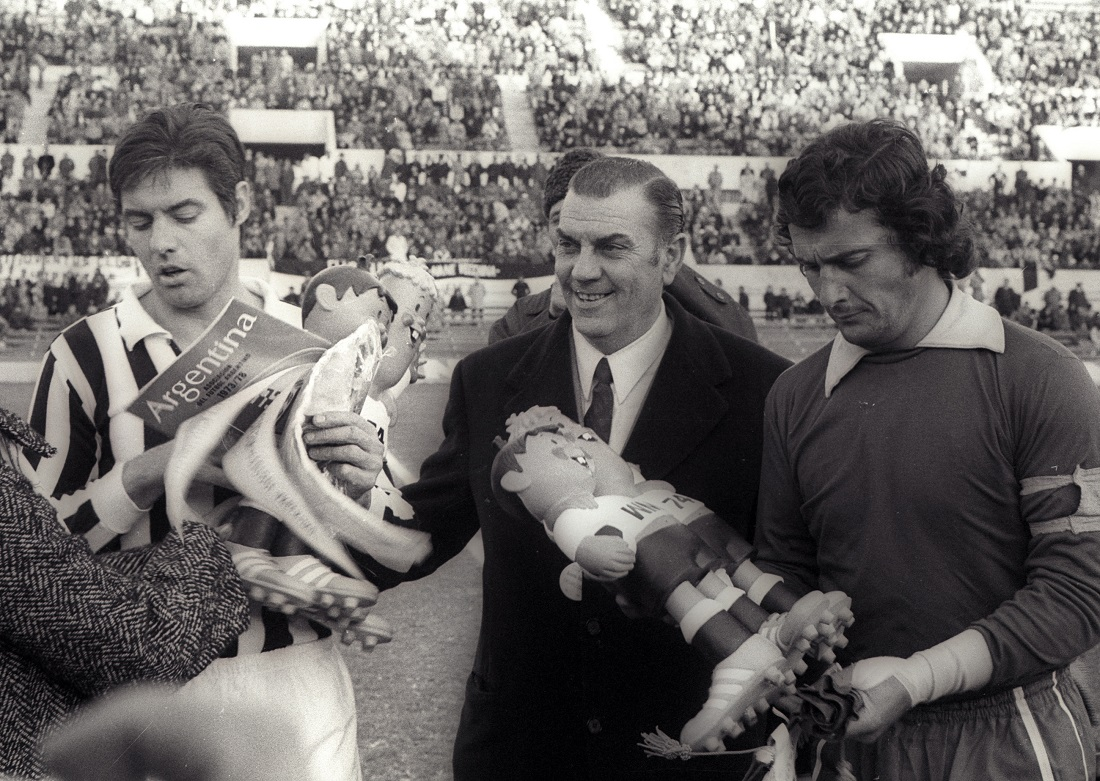
Nell'ambito della promozione al futuro mondiale, lo juventino Salvadore e il rojo Santoro ricevono le mascotte Tip e Tap prima del fischio d'inizio della Coppa Intercontinentale 1973

Questo Mondiale viene assegnato alla Germania Ovest il 6 luglio 1966: era in lista anche la Spagna, che, ritirandosi, avrebbe avuto campo libero per organizzare l'edizione del 1982. I tedeschi vogliono ben figurare dopo i tragici episodi avvenuti due anni prima alle Olimpiadi di Monaco di Baviera e nulla viene lasciato al caso. Le forze di polizia pattugliano gli stadi prima e durante ogni incontro; anche le sedi dei ritiri delle squadre nazionali sono strettamente vigilate e ogni squadra viene scortata, per ogni incontro, dal ritiro fino all'ingresso nello stadio, per poi essere riaccompagnata in albergo, dopo la partita.

### Mascotte
Le mascotte ufficiali di questa Coppa del Mondo erano Tip e Tap, due ragazzi che indossavano un abito simile a quello della Germania Ovest, con le lettere WM (Weltmeisterschaft, campionato del mondo) e il numero 74.

## Formula
La formula del torneo cambia: per esigenze televisive viene infatti aumentato il numero di partite. Rimane uguale la prima fase a gruppi: le sedici squadre vengono divise negli usuali quattro gruppi eliminatori di quattro squadre ciascuno, numerati da 1 a 4, dai quali si sarebbero qualificate le prime due di ogni gruppo. A questo punto, però, al posto della usuale fase a eliminazione diretta, le otto squadre superstiti avrebbero dato vita a due gironi di semifinale di quattro squadre ciascuno, chiamati Gruppo A e Gruppo B: nel primo sarebbero state inserite le vincitrici dei gruppi 1 e 3 e le seconde classificate dei gruppi 2 e 4, mentre nell'altro le prime dei gruppi 2 e 4 e le seconde dei gruppi 1 e 3. I criteri in caso di parità di punti sarebbero stati gli stessi validi per gruppi di qualificazione: la differenza reti e, in caso di parità, il numero di gol segnati; in ultima istanza si sarebbe proceduto al sorteggio. Infine, le prime classificate dei gironi di semifinale avrebbero disputato la finale per il primo posto, mentre le seconde avrebbero giocato la finale per il terzo posto.

## Stadi

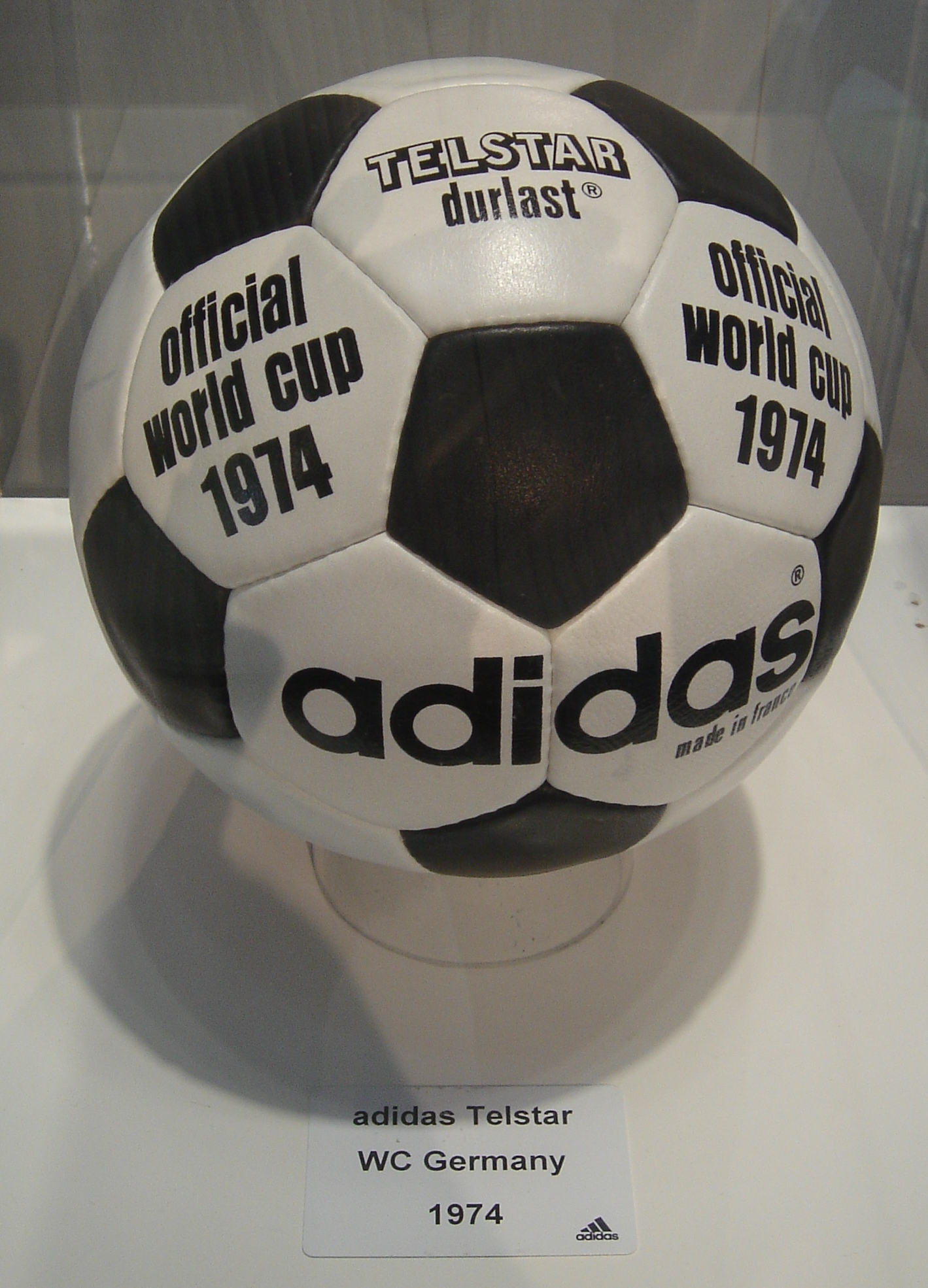
L'Adidas Telstar Durlast, il pallone ufficiale della manifestazione

Gli stadi scelti per ospitare il campionato mondiale di calcio 1974 furono nove in nove città:
| Monaco di Baviera     | Berlino Ovest | Amburgo | Dortmund             |
| --------------------- | --- | --- | -------------------- |
| Olympiastadion        | Olympiastadion | Volksparkstadion | Westfalenstadion     |
| 48°10′23″N 11°32′48″E | 52°30′53″N 13°14′22″E | 53°35′13″N 9°53′55″E | 51°29′33″N 7°27′06″E |
| Capienza: 80 000      | Capienza: 86 000 | Capienza: 62 000 | Capienza: 54 000     |
|                       | | |                      |
| Düsseldorf            | Amburgo Berlino Ovest Hannover Gelsenkirchen Dortmund Düsseldorf Francoforte sul Meno Stoccarda Monaco di BavieraCampionato mondiale di calcio 1974 (Germania Ovest) | Amburgo Berlino Ovest Hannover Gelsenkirchen Dortmund Düsseldorf Francoforte sul Meno Stoccarda Monaco di BavieraCampionato mondiale di calcio 1974 (Germania Ovest) | Gelsenkirchen        |
| Rheinstadion          | Amburgo Berlino Ovest Hannover Gelsenkirchen Dortmund Düsseldorf Francoforte sul Meno Stoccarda Monaco di BavieraCampionato mondiale di calcio 1974 (Germania Ovest) | Amburgo Berlino Ovest Hannover Gelsenkirchen Dortmund Düsseldorf Francoforte sul Meno Stoccarda Monaco di BavieraCampionato mondiale di calcio 1974 (Germania Ovest) | Parkstadion          |
| 51°15′37″N 6°44′03″E  | Amburgo Berlino Ovest Hannover Gelsenkirchen Dortmund Düsseldorf Francoforte sul Meno Stoccarda Monaco di BavieraCampionato mondiale di calcio 1974 (Germania Ovest) | Amburgo Berlino Ovest Hannover Gelsenkirchen Dortmund Düsseldorf Francoforte sul Meno Stoccarda Monaco di BavieraCampionato mondiale di calcio 1974 (Germania Ovest) | 51°33′33″N 7°04′00″E |
| Capienza: 67 000      | Amburgo Berlino Ovest Hannover Gelsenkirchen Dortmund Düsseldorf Francoforte sul Meno Stoccarda Monaco di BavieraCampionato mondiale di calcio 1974 (Germania Ovest) | Amburgo Berlino Ovest Hannover Gelsenkirchen Dortmund Düsseldorf Francoforte sul Meno Stoccarda Monaco di BavieraCampionato mondiale di calcio 1974 (Germania Ovest) | Capienza: 72 000     |
|                       | Amburgo Berlino Ovest Hannover Gelsenkirchen Dortmund Düsseldorf Francoforte sul Meno Stoccarda Monaco di BavieraCampionato mondiale di calcio 1974 (Germania Ovest) | Amburgo Berlino Ovest Hannover Gelsenkirchen Dortmund Düsseldorf Francoforte sul Meno Stoccarda Monaco di BavieraCampionato mondiale di calcio 1974 (Germania Ovest) |                      |
| Francoforte sul Meno  | Hannover | Stoccarda |                      |
| Waldstadion           | Niedersachsenstadion | Neckarstadion |                      |
| 50°04′07″N 8°38′43″E  | 52°21′36″N 9°43′52″E | 48°47′32″N 9°13′55″E |                      |
| Capienza: 61 000      | Capienza: 65 000 | Capienza: 71 000 |                      |
|                       | | |                      |

## Squadre partecipanti
| Pr. | Squadra        | Data di qualificazione certa | Confederazione | Partecipante in quanto                                         | Partecipazioni precedenti al torneo                      |
| --- | -------------- | ---------------------------- | -------------- | -------------------------------------------------------------- | -------------------------------------------------------- |
| 1   | Germania Ovest | 6 luglio 1966                | UEFA           | Rappresentativa della nazione organizzatrice della fase finale | 7 (1934, 1938, 1954, 1958, 1962, 1966, 1970)             |
| 2   | Brasile        | 21 giugno 1970               | CONMEBOL       | Paese detentore del titolo                                     | 9 (1930, 1934, 1938, 1950, 1954, 1958, 1962, 1966, 1970) |
| 3   | Uruguay        | 8 luglio 1973                | CONMEBOL       | Vincitrice del Gruppo 1 (CONMEBOL)                             | 6 (1930, 1950, 1954, 1962, 1966, 1970)                   |
| 4   | Scozia         | 26 settembre 1973            | UEFA           | Vincitrice del Gruppo 8 (UEFA)                                 | 2 (1954, 1958)                                           |
| 5   | Argentina      | 7 ottobre 1973               | CONMEBOL       | Vincitrice del Gruppo 2 (CONMEBOL)                             | 5 (1930, 1934, 1958, 1962, 1966)                         |
| 6   | Polonia        | 17 ottobre 1973              | UEFA           | Vincitrice del Gruppo 5 (UEFA)                                 | 1 (1938)                                                 |
| 7   | Italia         | 20 ottobre 1973              | UEFA           | Vincitrice del Gruppo 2 (UEFA)                                 | 7 (1934, 1938, 1950, 1954, 1962, 1966, 1970)             |
| 8   | Australia      | 13 novembre 1973             | OFC            | Vincitrice dello spareggio AFC-OFC                             | −                                                        |
| 9   | Germania Est   | 13 novembre 1973             | UEFA           | Vincitrice del Gruppo 4 (UEFA)                                 | −                                                        |
| 10  | Bulgaria       | 18 novembre 1973             | UEFA           | Vincitrice del Gruppo 6 (UEFA)                                 | 3 (1962, 1966, 1970)                                     |
| 11  | Paesi Bassi    | 18 novembre 1973             | UEFA           | Vincitrice del Gruppo 3 (UEFA)                                 | 2 (1934, 1938)                                           |
| 12  | Cile           | 21 novembre 1973             | CONMEBOL       | Vincitrice dello spareggio CONMEBOL-UEFA                       | 4 (1930, 1950, 1962, 1966)                               |
| 13  | Svezia         | 27 novembre 1973             | UEFA           | Vincitrice del Gruppo 1 (UEFA)                                 | 5 (1934, 1938, 1950, 1958, 1970)                         |
| 14  | Haiti          | 13 dicembre 1973             | CONCACAF       | Vincitrice del Campionato CONCACAF 1973                        | −                                                        |
| 15  | Zaire          | 23 dicembre 1973             | CAF            | Vincitrice del Quarto Turno (CAF)                              | −                                                        |
| 16  | Jugoslavia     | 13 febbraio 1974             | UEFA           | Vincitrice del Gruppo 7 (UEFA)                                 | 5 (1930, 1950, 1954, 1958, 1962)                         |

Nota bene: nella sezione "partecipazioni precedenti al torneo", le date in grassetto indicano che la nazione ha vinto quella edizione del torneo, mentre le date in corsivo indicano la nazione ospitante.

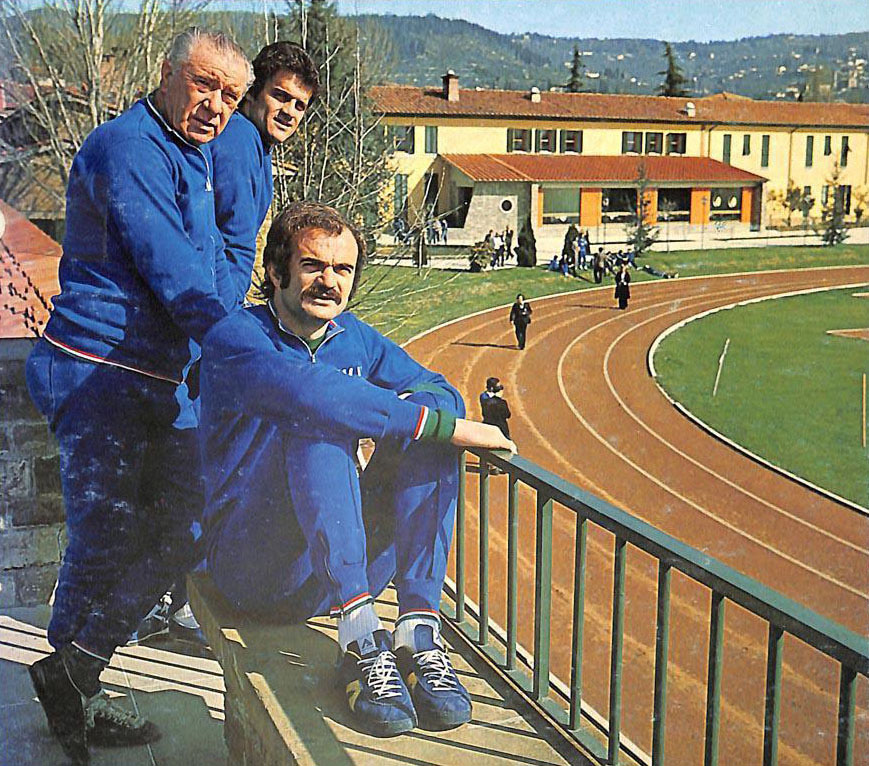
Ferruccio Valcareggi CT dell'Italia nel 1974, a Coverciano con Sandro Mazzola e Fabio Capello

Le favorite della vigilia erano: il Brasile, l'Italia e la Germania Ovest; erano altamente considerate dai critici sportivi anche le selezioni dell'Uruguay, quarta classificata nel 1970, e dell'Argentina, che era tornata a qualificarsi per la fase finale e che avrebbe dovuto organizzare i successivi Mondiali nel 1978. Erano infine attesi con interesse i Paesi Bassi che, pur essendo stati ammessi al Mondiale per il rotto della cuffia (beneficiando di un gol ingiustamente annullato al Belgio nello scontro diretto di qualificazione) e non avendo mai raggiunto buoni risultati internazionali, erano formati da calciatori di grande qualità, provenienti da squadre di club che avevano vinto quattro delle ultime cinque Coppe dei Campioni; c'era infine la Polonia, che aveva vinto la medaglia d'oro olimpica nel 1972 e che aveva eliminato l'Inghilterra nelle qualificazioni.
Il Brasile era campione del mondo in carica e vincitore definitivo della coppa Rimet, e manteneva un nucleo di calciatori di grande qualità tecnica, pur se privo di Pelé, Gérson e Tostão, i protagonisti della vittoria in Messico nel 1970.
L'Italia era vicecampione del mondo, aveva ben figurato durante il girone di qualificazione che aveva chiuso senza incassare reti (globalmente non ne subiva da quasi due anni, l'ultima era datata 20 settembre 1972, vittoria per 3-1 contro la Jugoslavia). Notevoli anche le vittorie in alcune amichevoli successive (2-0 sia contro il Brasile che l'Inghilterra, quest'ultima battuta successivamente anche a Wembley per 1-0 con gol di Fabio Capello, in quella che era stata la prima vittoria degli Azzurri in casa dei "maestri" del calcio). Imperniata ancora sui cosiddetti "messicani", i giocatori più rappresentativi della selezione dei Mondiali del 1970 e sempre guidata da Ferruccio Valcareggi godeva di notevole prestigio internazionale, ed era anche attesa con grande calore dai numerosi emigrati italiani in Germania Ovest, che speravano in un brillante successo; anche la critica sportiva in generale giudicava favorevolmente la competitività dei calciatori italiani, ritenuti esperti e tecnicamente preparati, anche se anagraficamente non più giovanissimi.
Come terzi favoriti c'erano i padroni di casa della Germania Ovest che, dopo essere arrivati terzi nei mondiali del 1970, avevano conquistato il titolo di campioni d'Europa nel 1972 battendo in finale l'Unione Sovietica. La squadra tedesca era costituita da giocatori di grande esperienza internazionale e forti atleticamente. Erano anche presenti alcuni elementi di notevole qualità tecnica, tuttavia i tedeschi apparivano alla vigilia del mondiale lacerati da rivalità interne e non più compatti e potenti come negli anni precedenti.

### Qualificazioni

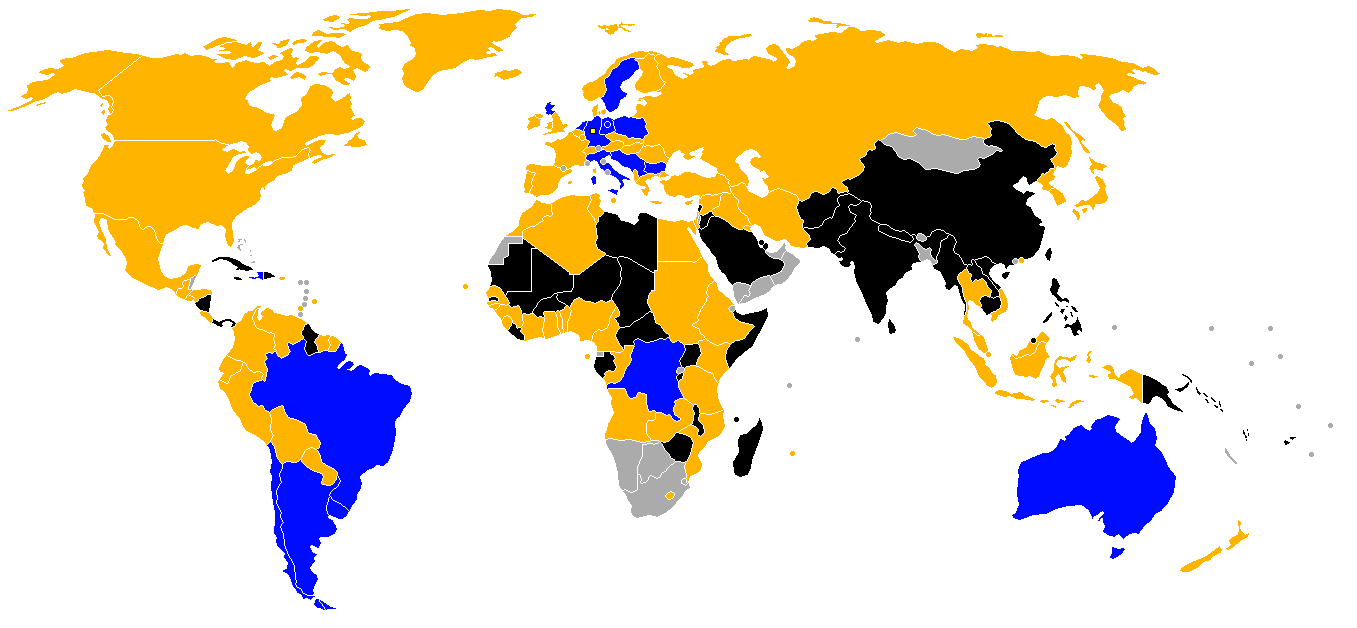
Le nazioni qualificate, in blu

Alle qualificazioni presero parte novantanove nazionali per sedici posti disponibili; uno era riservato come al solito alla nazione organizzatrice (la Germania Ovest), e un altro alla nazione campione in carica (il Brasile); rimanevano quindi quattordici posti liberi, assegnati alle selezioni nazionali vincitrici dei vari raggruppamenti di qualificazione. Sono stati quindi assegnati otto posti alla zona UEFA (Svezia, Italia, Paesi Bassi, Germania Est, Polonia, Bulgaria, Jugoslavia, Scozia), due alla zona CONMEBOL (Uruguay e Argentina), uno alla vincitrice del Campionato CONCACAF 1973 (Haiti), uno alla vincitrice del quarto turno CAF (Zaire) e uno alla vincitrice dello spareggio AFC e OFC (Australia). L'ultima squadra fu decisa da uno spareggio intercontinentale, che si sarebbe dovuto tenere tra l'Unione Sovietica e il Cile, tuttavia i sovietici, dopo aver pareggiato l'andata 0-0 in casa, si rifiutano di disputare il ritorno nell'Estadio Nacional de Chile, diventato di fatto un campo di concentramento nel recente colpo di Stato. Ad accedere alla manifestazione furono pertanto i cileni.
Alla fase finale mancano l'Inghilterra e il Belgio, finite seconde nel gruppo dietro rispettivamente Polonia e Paesi Bassi. Esordirono invece la Germania Est (inserita nello stesso gruppo dei cugini occidentali), Haiti, l'Australia e lo Zaire, queste ultime due rispettivamente la prima nazione dell'Oceania e la prima nazione subsahariana a raggiungere la fase finale della Coppa del Mondo. Mancavano invece dall'edizione del 1938 la Polonia e i Paesi Bassi, mentre la Scozia da quella del 1958.
In totale furono presenti solo sei delle sedici partecipanti all'ultima edizione: le quattro semifinaliste, Germania Ovest, Brasile, Uruguay e Italia, più la Bulgaria e la Svezia.

## Il sorteggio
Il sorteggio avviene il 5 gennaio 1974 a Francoforte. 
Proposta una ripartizione di tipo geografico con alcuni correttivi. Vengono individuate quattro teste di serie che, pur presenti nelle urne, vengono attribuite d'ufficio ai quattro gironi: Germania Ovest (gruppo 1), Brasile (gruppo 2), Uruguay (gruppo 3) e Italia (gruppo 4).
Ecco la composizione delle fasce destinate al sorteggio:
| Sud America        | Europee 1° fascia         | Europee 2° fascia   | Gruppo misto |
| ------------------ | ------------------------- | ------------------- | ------------ |
| Brasile (gruppo 2) | Germania Ovest (gruppo 1) | Bulgaria            | Australia    |
| Uruguay (gruppo 3) | Italia (gruppo 4)         | Germania Est        | Haiti        |
| Argentina          | Paesi Bassi               | Polonia             | Svezia       |
| Cile               | Scozia                    | Jugoslavia o Spagna | Zaire        |

## Riassunto del torneo

### Prima fase a gironi

#### Gruppo 1

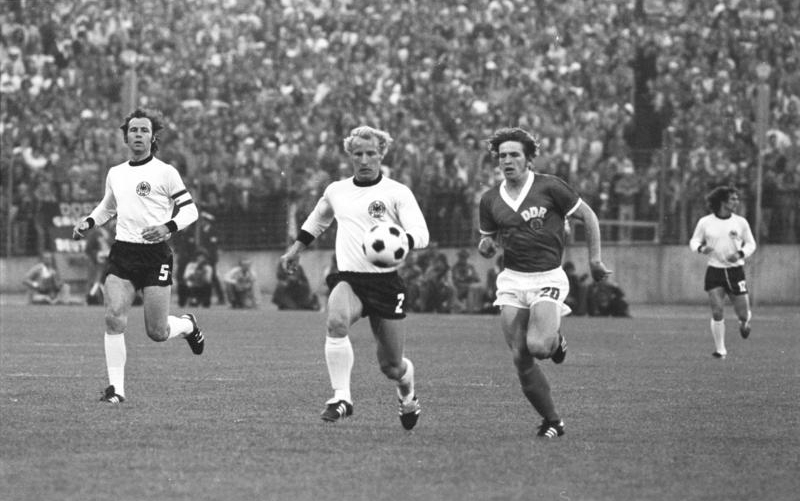
Martin Hoffmann (a destra) e Berti Vogts (a sinistra) si contendono la palla durante la sfida tra le due Germanie ad Amburgo, sotto lo sguardo vigile di Franz Beckenbauer

Nel gruppo uno erano state inserite la Germania Ovest, la Germania Est, il Cile e l'Australia.
Dal punto di vista sportivo le gare misero in evidenza le difficoltà dei padroni di casa, che oltretutto, essendo formati in maggioranza di calciatori provenienti dal Bayern di Monaco di Baviera, non trovarono una calda accoglienza in stadi del nord quali quelli di Berlino Ovest e di Amburgo. Vinsero di misura con il Cile e 3-0 con la modesta Australia, mostrando comunque un gioco deludente. La partita con i sudamericani verrà anche ricordata come la prima in cui l'arbitro estrasse un cartellino rosso ai mondiali; il giocatore in questione fu il cileno Carlos Caszely. Questo strumento era stato introdotto nell'edizione precedente, anche se mai utilizzato fino a questo momento. I cugini dell'Est sconfissero invece i Socceroos per 2-0 e pareggiarono per 1-1 con La Roja, quest'ultima una partita particolarmente temuta dall'organizzazione per motivi politici: si fronteggiavano infatti un Paese comunista e uno retto da una giunta militare di destra, andata al potere da poco meno di un anno con un cruento colpo di Stato.
Il 22 giugno 1974 si affrontarono ad Amburgo le rappresentative delle due Germanie, entrambe già qualificate, che diedero vita a una gara suggestiva e di importanza storica: dopo una gara combattuta i tedeschi orientali vinsero clamorosamente 1-0 con un gol di Jürgen Sparwasser, e finirono così primi nel gruppo. Paradossalmente i padroni di casa ottennero un beneficio da questa sconfitta: il secondo posto garantiva loro di evitare nel turno successivo i temuti Paesi Bassi. Infine, nell'ultimo incontro del gruppo, l'Australia colse il primo punto dopo lo 0-0 contro i sudamericani, chiudendo comunque al quarto posto.

#### Gruppo 2

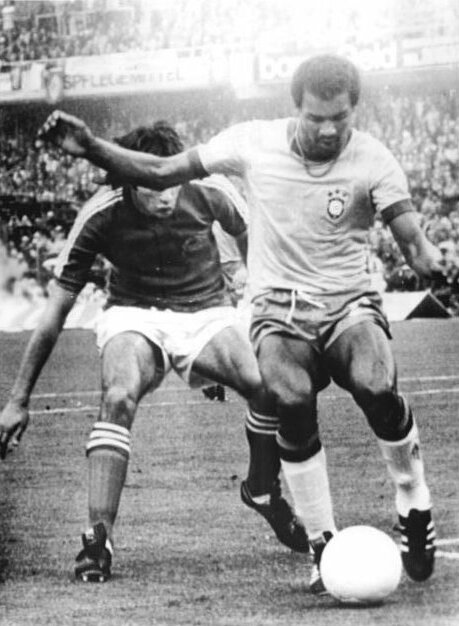
Il brasiliano Luís Pereira con la palla e dietro lo jugoslavo Dražen Mužinić, in una fase dell'incontro inaugurale dei Mondiali di Francoforte

Nel gruppo due erano presenti il Brasile, la Jugoslavia, la Scozia e lo Zaire.
I sudamericani, campioni del mondo in carica, disputarono a Francoforte la gara d'apertura della manifestazione contro gli slavi nella quale misero però in evidenza un netto indebolimento generale della qualità del gioco. La partita terminò 0-0, ma i verdeoro rischiarono più volte di subire gol. La Jugoslavia mostrò invece una grande capacità realizzativa nel secondo incontro, giocata contro lo Zaire: gli africani, dopo un'onorevole sconfitta iniziale contro la Scozia per 2-0 vennero travolti da un pesante 9-0 da una squadra in cui militavano giocatori di grande qualità come Danilo Popivoda, Branko Oblak, Dragan Džajić e Ivica Šurjak.
Il Brasile terminò con uno sterile 0-0 anche la seconda gara con gli scozzesi; i campioni superstiti del mondiale 1970, come Rivelino e Jairzinho, non sembrarono all'altezza della loro fama, e la squadra rischiò seriamente l'eliminazione al primo turno. Nella terza e conclusiva giornata la combattiva Scozia e la Jugoslavia pareggiarono 1-1, mentre i sudamericani sconfissero lo Zaire per 3-0. In questa partita si verificò un episodio che apparì bizzarro: all'ottantacinquesimo, col risultato già acquisito, Joseph Mwepu Ilunga si staccò dalla barriera e calciò il pallone lontano, proprio mentre Rivelino si apprestava a battere un calcio di punizione. Solo molti anni dopo si scoprì che la squadra, dopo l'umiliazione subita nella seconda gara, era stata minacciata di morte dal dittatore Mobutu in caso di sconfitta per più di 3-0.
In base a questi risultati, Brasile, Scozia e Jugoslavia arrivarono insieme a quattro punti, ma la differenza reti decretò la vittoria di questi ultimi e il secondo posto dei verdeoro.

#### Gruppo 3

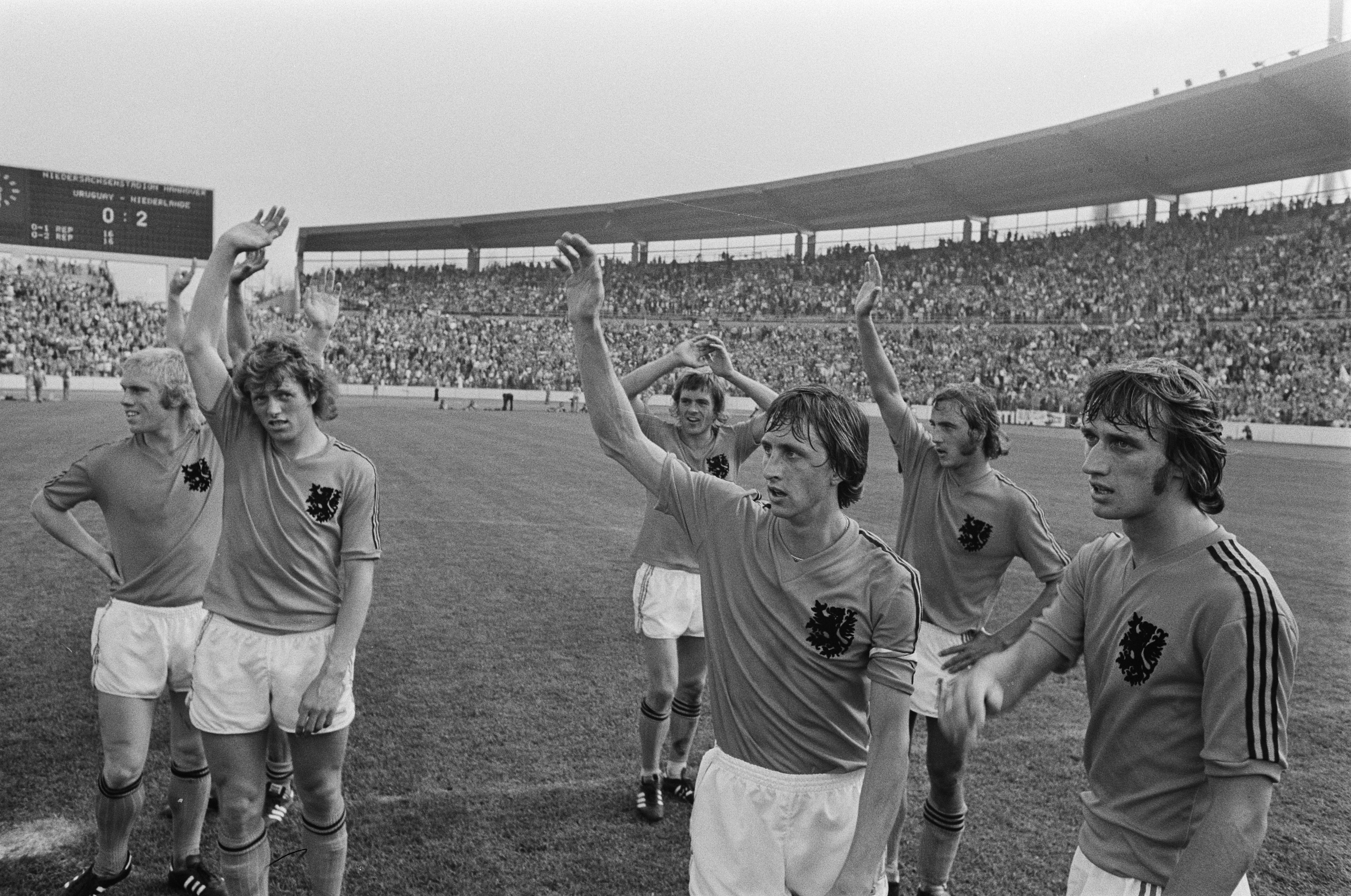
I giocatori dei ad Hannover dopo la vittoria per 2-0 contro l'Uruguay

Il gruppo tre era composto dall'Uruguay, dai Paesi Bassi, dalla Bulgaria e dalla Svezia.
Nella gara d'apertura gli Oranje vinsero 2-0 ad Hannover contro l'Uruguay, testa di serie del girone, mettendo in mostra per la prima volta in un palcoscenico così importante un innovativo gioco a tutto campo, il calcio totale. Di fronte al lento e compassato gioco dei sudamericani, i Paesi Bassi dimostrarono una netta superiorità atletica e tecnica. Il Pallone d'oro Johan Cruijff, dinamico in tutte le zone del campo e molto pericoloso in fase offensiva, diresse con grande efficacia l'azione della sua squadra, che creò un gran numero di occasioni da gol; Johnny Rep ne finalizzò due. Ebbero invece maggiori difficoltà contro i combattivi scandinavi: pur mostrando ancora un gioco brillante e aggressivo non riuscirono a concretizzare, di fronte a una compagine forte atleticamente, le numerose opportunità realizzative create. Vinsero infine 4-1 contro la Bulgaria, che in precedenza aveva pareggiato con Svezia e Uruguay; il gol della bandiera degli avversari, per altro un autogol di Ruud Krol, fu l'unico subito dalla squadra fino alla finale. Johan Neeskens realizzò invece due calci di rigore e Cruijff, pur non riuscendo ad andare in gol, confermò con una nuova rimarchevole prestazione le sue qualità di uomo-squadra. Gli Oranje si classificarono quindi primi nel girone, mentre la Svezia giunse seconda dopo aver sconfitto per 3-0 il deludente Uruguay, che arrivò ultimo con un solo punto.

#### Gruppo 4

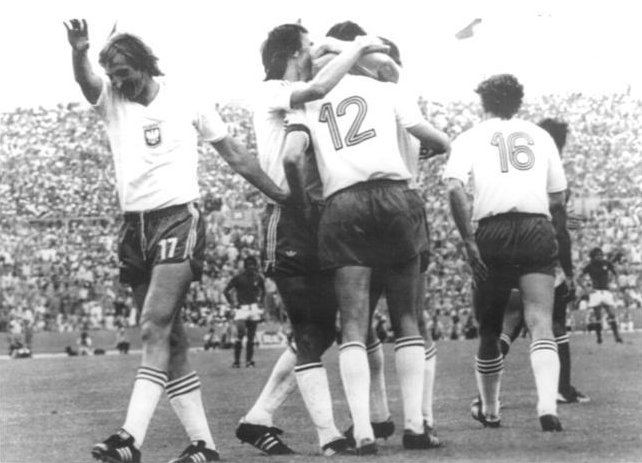
I calciatori polacchi festeggiano a Stoccarda, dopo che Kazimierz Deyna ha realizzato il secondo gol contro l'Italia

Il gruppo quattro era formato dall'Italia, dalla Polonia, dall'Argentina e da Haiti.
Gli Azzurri esordirono a Monaco di Baviera contro la compagine caraibica, mostrando però un'inattesa debolezza tecnica e atletica e un grave scadimento di forma di alcuni dei suoi giocatori più attesi e rappresentativi. Passarono inaspettatamente in svantaggio all'inizio del secondo tempo con un contropiede finalizzato da Emmanuel Sanon, che in questo modo interruppe la lunga imbattibilità del portiere Dino Zoff (1142 minuti), ma ristabilirono la parità con un gol di Gianni Rivera. La vittoria arrivò invece grazie a un autogol e al gol di Pietro Anastasi. Dell'incontro rimarrà comunque celebre anche il gestaccio di Giorgio Chinaglia rivolto al CT nel momento della sostituzione. Nella seconda gara l'Italia pareggiò a fatica, dopo essere di nuovo passata in svantaggio, contro l'Argentina, e solo grazie a un altro autogol; qui le carenze atletiche e tecniche divennero ancor più evidenti di fronte alla solida compagine sudamericana.
Nel frattempo la sorprendente Polonia aveva invece dimostrato le notevoli qualità di giocatori come Kazimierz Deyna e Robert Gadocha e la forte capacità realizzativa degli attaccanti Grzegorz Lato e Andrzej Szarmach: dopo aver vinto 3-2 la combattuta partita d'apertura con l'Argentina, inflisse un secco 7-0 ai caraibici.
In virtù dei risultati delle prime due giornate si giunse all'ultimo turno con i polacchi già qualificati, e con gli Azzurri che li avrebbero potuti accompagnare al secondo turno con un pareggio nello scontro diretto; questo anche in caso di una probabile vittoria dei sudamericani contro Haiti (cosa che poi avvenne, per 4-1). Di fronte però al rischio di eliminazione, Ferruccio Valcareggi procedette a effettuare cambiamenti in extremis, escludendo Gianni Rivera e Gigi Riva, in modeste condizioni di forma, dalla formazione iniziale. A Stoccarda però gli avversari si portarono presto in vantaggio con Szarmach, e raddoppiarono con Deyna poco prima della fine del primo tempo; a questi due gol l'Italia rispose con uno di Fabio Capello, giunto a pochi minuti dal novantesimo. La Polonia terminò quindi prima a punteggio pieno, mentre la differenza reti premiò l'Argentina, che avanzò come seconda a discapito degli Azzurri; questi avranno maggior fortuna otto anni dopo in Spagna in una situazione analoga.
Lacerata da forti contrasti interni tra alcuni giocatori, da polemiche nei confronti del commissario tecnico e in una scadente condizione atletica, l'Italia venne così clamorosamente eliminata al primo turno, e questo segnò la fine del periodo di Valcareggi. In sede polemica dopo i mondiali si parlò anche di alcuni tentativi italiani, effettuati durante l'intervallo, di trovare un accordo con i polacchi per concludere l'incontro con un pareggio, cosa riportata in una intervista da Sandro Mazzola. In un'intervista del 2016 il giocatore argentino Carrascosa asserì che i giocatori argentini fecero una colletta per incentivare la Polonia a battere gli azzurri.

### Seconda fase a gironi

#### Gruppo A

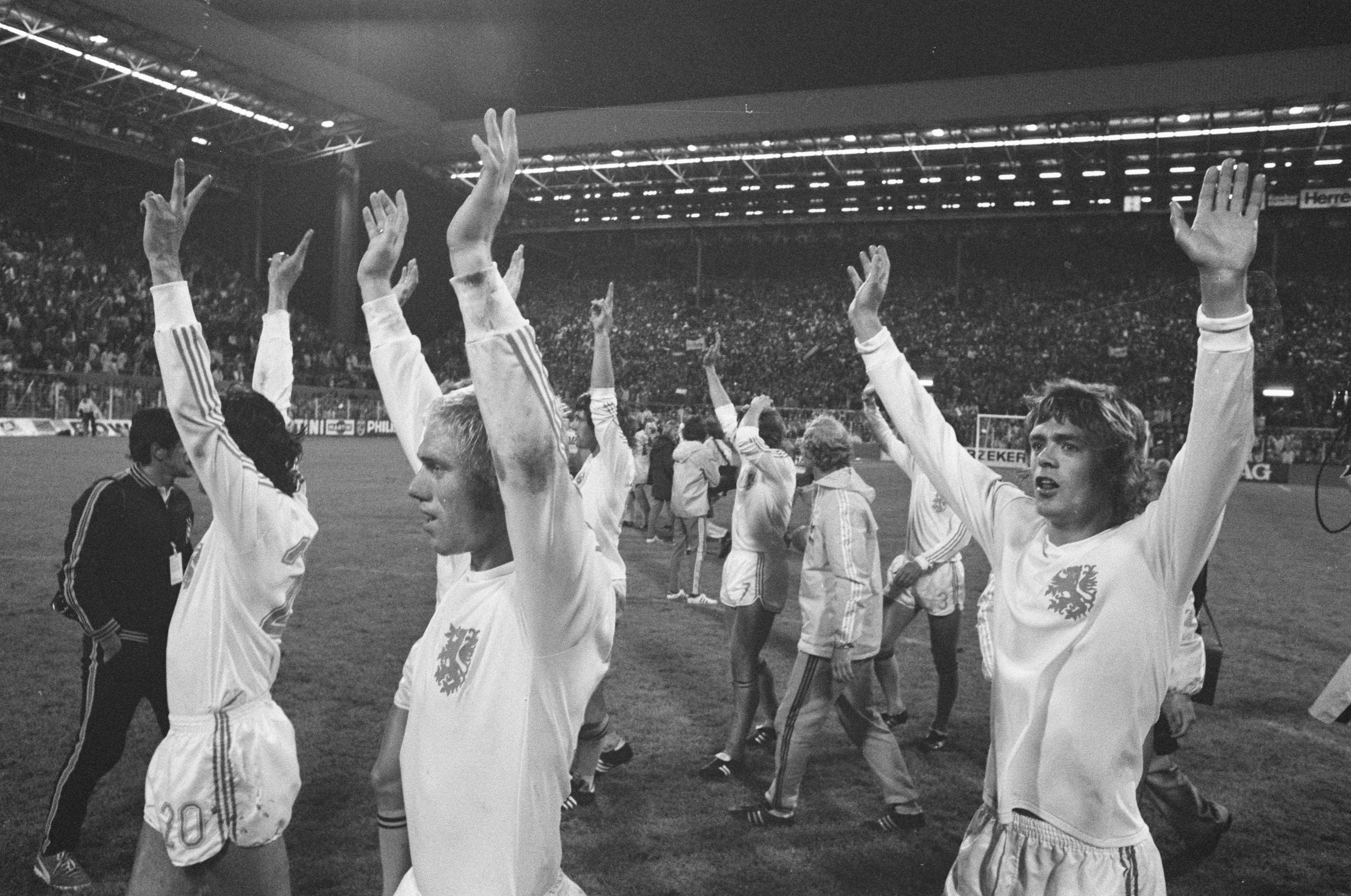
I calciatori dei festeggiano al termine della gara di Dortmund vinta contro il Brasile

Nel gruppo A vennero inserite la Germania Est e i Paesi Bassi, giunte al primo posto rispettivamente del gruppo 1 e del gruppo 3, più il Brasile e l'Argentina, giunte seconde nel gruppo 2 e nel gruppo 4.
Il girone fu dominato dagli Oranje, che a Gelsenkirchen superarono prima l'Argentina per 4-0 (doppietta di Johan Cruijff, gol di Ruud Krol e Johnny Rep) e poi la Germania Est per 2-0 (gol di Johan Neeskens e di Rob Rensenbrink). Il Brasile non mostrò significativi miglioramenti nel gioco neanche nella seconda fase, tuttavia ad Hannover vinse anch'esso entrambe le proprie gare (1-0 coi tedeschi orientali, gol di Rivelino, e 2-1 coi vicini sudamericani, quando si portò in vantaggio Rivelino, infine Jairzinho segnò la rete decisiva).
Dopo un ininfluente pareggio tra le altre due squadre ormai eliminate, il 3 luglio giunse alla gara decisiva di Dortmund. Ai Paesi Bassi, grazie alla miglior differenza reti, bastava un pareggio per vincere il girone, e per questo gli Oranje non alzarono il ritmo nel primo tempo. La partita fu caratterizzata da un gioco particolarmente violento e falloso e da occasioni da entrambe le parti, nonostante questo fu vinta dai Paesi Bassi con un gol di Neeskens e un altro di pregevole fattura di Cruijff.

#### Gruppo B

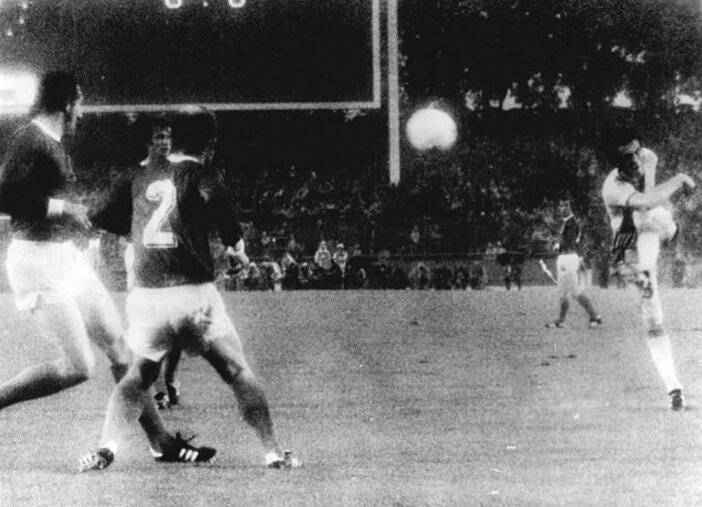
Düsseldorf, 30 giugno 1974: Ralf Edström segna il provvisorio 1-0 nella gara tra Svezia e Germania Ovest, finita 4-2 per i padroni di casa.

Nel gruppo B vennero inserite la Polonia e la Jugoslavia, giunte al primo posto rispettivamente del gruppo 4 e del gruppo 2; Germania Ovest e la Svezia, giunte seconde nel gruppo 1 e nel gruppo 3.
Fin nella prima serie di gare i padroni di casa dimostrarono un importante miglioramento nel gioco, e, soprattutto, un crescente stato di forma atletica. La squadra vinse per 2-0 contro la temuta Jugoslavia grazie a un potente tiro da fuori area di Paul Breitner nel primo tempo, seguito da un gol in mischia di Gerd Müller nella ripresa. Nella seconda partita, giocata contro gli svedesi in condizioni climatiche avverse per la pioggia insistente, terminarono il primo tempo in svantaggio dopo un brillante tiro di Ralf Edström, tuttavia le cose cambiarono nella ripresa: segnarono Wolfgang Overath, Rainer Bonhof, Jürgen Grabowski e infine Uli Hoeneß su calcio di rigore, e la gara venne vinta per 4-2. Contemporaneamente la Polonia, che aveva battuto nel primo turno la Svezia con un gol di Grzegorz Lato, sconfisse anche la Jugoslavia per 2-1 con reti di Kazimierz Deyna e ancora di Lato.
Si giunse quindi alla sfida decisiva tra tedeschi e polacchi, giocata il 3 luglio 1974 a Francoforte; in caso di pareggio si sarebbe qualificata la Germania Ovest in virtù di una migliore differenza reti. La partita venne giocata in un campo quasi impraticabile, a causa del violento nubifragio caduto prima della gara. Venne fatta disputare ugualmente per esigenze organizzative, e le condizioni del campo sfavorirono i polacchi, che tuttavia nel primo tempo ebbero ripetute occasioni per segnare. Nella ripresa i tedeschi presero il sopravvento fisico sugli avversari e, in un campo estremamente allentato, finirono per vincere 1-0 con un gol di Müller con un tiro dalla corta distanza, dopo che in precedenza l'ottimo portiere polacco Jan Tomaszewski aveva parato un rigore a Hoeness.

### Finale per il terzo posto
Il 6 luglio 1974, un giorno prima della finalissima, si disputò sempre all'Olympiastadion di Monaco di Baviera la finale che mise in palio il terzo posto. Si fronteggiarono le due seconde classificate dei gruppi di semifinale, il Brasile e la Polonia. Alla fine saranno gli europei a prevalere grazie a un gol del capocannoniere Grzegorz Lato, autore di sette reti in totale nella manifestazione.

### Finale

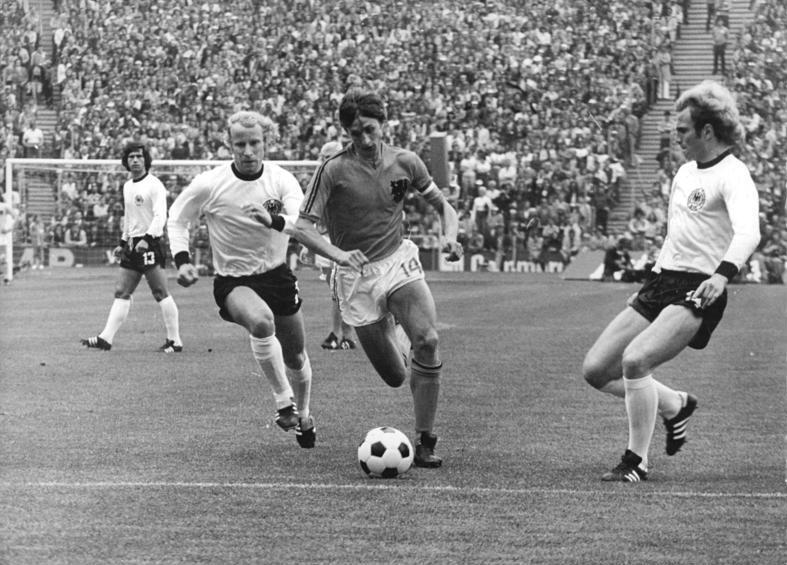
Johan Cruijff (al centro) in azione nella finale del torneo tra i Paesi Bassi e la Germania Ovest. Cruijff è ritratto prima di entrare in area ed essere atterrato al primo minuto di gioco. Si notano Müller (sullo sfondo), Vogts (a sinistra) e Hoeneß che commetterà il fallo da rigore (a destra).

Alla finale di Monaco di Baviera arrivarono quindi i Paesi Bassi, protagonisti del torneo grazie al loro gioco spettacolare ed efficace e alle prestazioni del loro miglior giocatore Cruijff, e i padroni di casa della Germania Ovest.
Nella finale si scontrarono due diverse tipologie d'intendere il calcio: la Germania Ovest, squadra con un gioco attento, preciso e applicato con criterio, contro i Paesi Bassi che per tutto il torneo dette dimostrazione di netta superiorità su ogni avversario arrivando così alla finale con gli indiscutibili favori del pronostico. I Paesi Bassi 1974, per una felice e non comune coincidenza generazionale, annoveravano nelle loro file numerosi giocatori di assoluto talento individuale e si avvalevano di moduli di gioco innovativi per l'epoca quali: la marcatura rigidamente a zona, l'applicazione della chiamata alla messa in fuorigioco degli attaccanti avversari, la copertura difensiva operata dagli attaccanti e l'utilizzo nelle fasi d'attacco dei difensori esterni di fascia nonché l'inserimento offensivo dei centrocampisti di interdizione. L'applicazione di tali tattiche (ormai comunemente diffuse nel calcio odierno) valsero al gioco della squadra olandese la definizione di «calcio totale» in quanto ogni giocatore partecipava attivamente a tutte le azioni di gioco (sia offensive sia difensive) della propria squadra.
La Germania Ovest poteva contare sulla classe, l'equilibrio e la visione di gioco del libero Franz Beckenbauer, coadiuvato dal giovane talento Breitner, sulla visione di gioco di Overath, sull'esperto Berti Vogts e sulle straordinarie capacità offensive di Gerd Müller,  mentre i Paesi Bassi su una squadra complessivamente più forte sia a livello individuale sia come collettivo di gioco; fra i vari calciatori spiccavano il talento da fuoriclasse di Johan Cruijff, il centrocampista Johan Neeskens, regista di quella grande squadra e l'ala Johnny Rep.
La finale ebbe un avvio insolito: appena battuto il calcio d'avvio, un'azione corale degli olandesi portò Johan Cruijff a essere atterrato in area di rigore. Neeskens trasformò il conseguente rigore e i Paesi Bassi passarono in vantaggio. La partita sembrava completamente nelle mani degli olandesi che probabilmente commisero la leggerezza di considerare l'incontro già acquisito. I tedeschi, per contro, ebbero il merito di non darsi per sconfitti contro un avversario favorito e già in vantaggio al primo minuto, non si disunirono e disputarono la loro migliore partita del torneo. Acquisendo un progressivo controllo del gioco pareggiarono anche loro su calcio di rigore assegnato per un fallo in area su Bernd Hölzenbein e verso la fine del primo tempo un gol in agilità di Gerd Müller da distanza ravvicinata in area portò al riposo con i padroni di casa in vantaggio. Nella ripresa saranno vani gli insistenti attacchi della squadra olandese. I tedeschi avrebbero potuto fare il 3-1 con Muller (gol annullato per fuorigioco) e avrebbero potuto recriminare per un rigore negato a Holzenbein.
Vinceranno così i tedeschi, ma gli olandesi verranno ricordati per aver espresso un calcio tatticamente innovativo, divertente e brillante, votato all'attacco e in grado di fornire ottime coperture difensive (i Paesi Bassi risultarono la squadra ad aver subito meno gol del torneo), ma anche atletico e fisicamente dispendioso in quanto i moduli di gioco adottati imponevano una grande mobilità sul campo da parte di ogni giocatore. La Germania Ovest vinse il suo secondo mondiale e raggiunse l'Italia e l'Uruguay come numero di trofei vinti, entrambe seconde al solo Brasile.

## Risultati

### Prima fase a gironi

#### Gruppo 1

##### Classifica
| Classifica finale | Pt | G | V | N | P | GF | GS | DR |
| ----------------- | -- | - | - | - | - | -- | -- | -- |
| Germania Est      | 5  | 3 | 2 | 1 | 0 | 4  | 1  | +3 |
| Germania Ovest    | 4  | 3 | 2 | 0 | 1 | 4  | 1  | +3 |
| Cile              | 2  | 3 | 0 | 2 | 1 | 1  | 2  | -1 |
| Australia         | 1  | 3 | 0 | 1 | 2 | 0  | 5  | -5 |

##### Incontri
| Arbitro: | Babacan |

|              |           |  |
| Breitner 16’ | Marcatori |  |

| Arbitro: | Ndiaye |

|                               |           |  |
| Curran 57’ (aut.) Streich 69’ | Marcatori |  |

| Arbitro: | Kamel |

|  |           |                                     |
|  | Marcatori | 12’ Overath 34’ Cullmann 53’ Müller |

| Arbitro: | Angonese |

|             |           |              |
| Ahumada 69’ | Marcatori | 55’ Hoffmann |

| Berlino Ovest 22 giugno 1974, ore 16:00 UTC+1 | Australia | 0 – 0 referto | Cile | Olympiastadion (17.400 spett.)\| Arbitro: \| Namdar \| |
| Arbitro:                                      | Namdar    |               |      |                                                        |

| Arbitro: | Barreto Ruiz |

|                |           |  |
| Sparwasser 77’ | Marcatori |  |

#### Gruppo 2

##### Classifica
| Classifica finale | Pt | G | V | N | P | GF | GS | DR  |
| ----------------- | -- | - | - | - | - | -- | -- | --- |
| Jugoslavia        | 4  | 3 | 1 | 2 | 0 | 10 | 1  | +9  |
| Brasile           | 4  | 3 | 1 | 2 | 0 | 3  | 0  | +3  |
| Scozia            | 4  | 3 | 1 | 2 | 0 | 3  | 1  | +2  |
| Zaire             | 0  | 3 | 0 | 0 | 3 | 0  | 14 | -14 |

##### Incontri
| Francoforte 13 giugno 1974, ore 17:00 UTC+1 | Brasile  | 0 – 0 referto | Jugoslavia | Waldstadion (62.000 spett.)\| Arbitro: \| Scheurer \| |
| Arbitro:                                    | Scheurer |               |            |                                                       |

| Arbitro: | Schulenburg |

|  |           |                        |
|  | Marcatori | 26’ Lorimer 33’ Jordan |

| Arbitro: | Piedraita Delgado |

|                                                                                                |           |  |
| Bajević 7’, 29’, 70’ Džajić 13’ Šurjak 18’ Katalinski 21’ Bogićević 34’ Oblak 60’ Petković 62’ | Marcatori |  |

| Francoforte 18 giugno 1974, ore 19:30 UTC+1 | Scozia     | 0 – 0 referto | Brasile | Waldstadion (62.000 spett.)\| Arbitro: \| Van Gemert \| |
| Arbitro:                                    | Van Gemert |               |         |                                                         |

| Arbitro: | Gonzalez Archundia |

|            |           |            |
| Jordan 89’ | Marcatori | 81’ Karasi |

| Arbitro: | Rainea |

|  |           |                                          |
|  | Marcatori | 13’ Jairzinho 67’ Rivelino 79’ Valdomiro |

#### Gruppo 3

##### Classifica
| Classifica finale | Pt | G | V | N | P | GF | GS | DR |
| ----------------- | -- | - | - | - | - | -- | -- | -- |
| Paesi Bassi       | 5  | 3 | 2 | 1 | 0 | 6  | 1  | +5 |
| Svezia            | 4  | 3 | 1 | 2 | 0 | 3  | 0  | +3 |
| Bulgaria          | 2  | 3 | 0 | 2 | 1 | 2  | 5  | -3 |
| Uruguay           | 1  | 3 | 0 | 1 | 2 | 1  | 6  | -5 |

##### Incontri
| Arbitro: | Palotai |

|  |           |             |
|  | Marcatori | 8’, 87’ Rep |

| Düsseldorf 15 giugno 1974, ore 16:00 UTC+1 | Svezia      | 0 – 0 referto | Bulgaria | Rheinstadion (23.800 spett.)\| Arbitro: \| Perez Nunez \| |
| Arbitro:                                   | Perez Nunez |               |          |                                                           |

| Dortmund 19 giugno 1974, ore 19:30 UTC+1 | Paesi Bassi | 0 – 0 referto | Svezia | Westfalenstadion (53.700 spett.)\| Arbitro: \| Winsemann \| |
| Arbitro:                                 | Winsemann   |               |        |                                                             |

| Arbitro: | Taylor |

|           |           |            |
| Bonev 75’ | Marcatori | 87’ Pavoni |

| Arbitro: | Boskovic |

|                 |           |                                                    |
| Krol 78’ (aut.) | Marcatori | 8’ (rig.), 45’ (rig.) Neeskens 71’ Rep 88’ de Jong |

| Arbitro: | Linemayr |

|                               |           |  |
| Edström 46’, 78’ Sandberg 74’ | Marcatori |  |

#### Gruppo 4

##### Classifica
| Classifica finale | Pt | G | V | N | P | GF | GS | DR  |
| ----------------- | -- | - | - | - | - | -- | -- | --- |
| Polonia           | 6  | 3 | 3 | 0 | 0 | 12 | 3  | +9  |
| Argentina         | 3  | 3 | 1 | 1 | 1 | 7  | 5  | +2  |
| Italia            | 3  | 3 | 1 | 1 | 1 | 5  | 4  | +1  |
| Haiti             | 0  | 3 | 0 | 0 | 3 | 2  | 14 | -12 |

##### Incontri
| Arbitro: | Llobregat |

|                                            |           |           |
| Rivera 52’ Auguste 64’ (aut.) Anastasi 78’ | Marcatori | 46’ Sanon |

| Arbitro: | Thomas |

|                          |           |                           |
| Lato 6’, 62’ Szarmach 8’ | Marcatori | 61’ Heredia 66’ Babington |

| Arbitro: | Suppiah |

|  |           |                                                           |
|  | Marcatori | 17’, 87’ Lato 19’ Deyna 30’, 34’, 51’ Szarmach 32’ Gorgoń |

| Arbitro: | Kazakov |

|              |           |                    |
| Houseman 20’ | Marcatori | 35’ (aut.) Perfumo |

| Arbitro: | Sanchez Ibanez |

|                                         |           |           |
| Yazalde 15’, 68’ Houseman 18’ Ayala 55’ | Marcatori | 63’ Sanon |

| Arbitro: | Weyland |

|                        |           |             |
| Szarmach 38’ Deyna 44’ | Marcatori | 85’ Capello |

### Seconda fase a gironi

#### Gruppo A

##### Classifica
| Squadra      | P.ti | G | V | N | P | GF | GS | DR |
| ------------ | ---- | - | - | - | - | -- | -- | -- |
| Paesi Bassi  | 6    | 3 | 3 | 0 | 0 | 8  | 0  | +8 |
| Brasile      | 4    | 3 | 2 | 0 | 1 | 3  | 3  | 0  |
| Germania Est | 1    | 3 | 0 | 1 | 2 | 1  | 4  | -3 |
| Argentina    | 1    | 3 | 0 | 1 | 2 | 2  | 7  | -5 |

##### Incontri
| Arbitro: | Davidson |

|                                     |           |  |
| Cruijff 14’, 90+1’ Krol 25’ Rep 71’ | Marcatori |  |

| Arbitro: | Thomas |

|              |           |  |
| Rivelino 60’ | Marcatori |  |

| Arbitro: | Loraux |

|              |           |                            |
| Brindisi 35’ | Marcatori | 32’ Rivelino 49’ Jairzinho |

| Arbitro: | Scheurer |

|  |           |                             |
|  | Marcatori | 7’ Neeskens 59’ Rensenbrink |

| Arbitro: | Taylor |

|              |           |             |
| Houseman 20’ | Marcatori | 14’ Streich |

| Arbitro: | Tschenscher |

|                          |           |  |
| Neeskens 50’ Cruijff 65’ | Marcatori |  |

#### Gruppo B

##### Classifica
| Squadra        | P.ti | G | V | N | P | GF | GS | DR |
| -------------- | ---- | - | - | - | - | -- | -- | -- |
| Germania Ovest | 6    | 3 | 3 | 0 | 0 | 7  | 2  | +5 |
| Polonia        | 4    | 3 | 2 | 0 | 1 | 3  | 2  | +1 |
| Svezia         | 2    | 3 | 1 | 0 | 2 | 4  | 6  | -2 |
| Jugoslavia     | 0    | 3 | 0 | 0 | 3 | 2  | 6  | -4 |

##### Incontri
| Arbitro: | Marques |

|  |           |                         |
|  | Marcatori | 38’ Breitner 77’ Müller |

| Arbitro: | Barreto Ruiz |

|  |           |          |
|  | Marcatori | 42’ Lato |

| Arbitro: | Kazakov |

|                                                        |           |                          |
| Overath 51’ Bonhof 52’ Grabowski 76’ Hoeneß 89’ (rig.) | Marcatori | 26’ Edström 53’ Sandberg |

| Arbitro: | Glöckner |

|                           |           |            |
| Deyna 26’ (rig.) Lato 64’ | Marcatori | 44’ Karasi |

| Arbitro: | Linemayr |

|  |           |            |
|  | Marcatori | 75’ Müller |

| Arbitro: | Pestarino |

|                             |           |            |
| Edström 30’ Torstensson 85’ | Marcatori | 27’ Šurjak |

### Finale per il terzo posto
| Arbitro: | Angonese |

|  |           |          |
|  | Marcatori | 76’ Lato |

### Finale
| Arbitro: | Jack Taylor |

|                    |           |                                |
| Neeskens 2’ (rig.) | Marcatori | 25’ (rig.) Breitner 43’ Müller |

## Statistiche

### Classifica marcatori
7 reti
- Grzegorz Lato

5 reti
- Johan Neeskens (3 rigori)
- Andrzej Szarmach

4 reti
- Gerd Müller
- Johnny Rep
- Ralf Edström

3 reti
- René Houseman
- Rivelino
- Paul Breitner (1 rigore)
- Dušan Bajević
- Johan Cruijff
- Kazimierz Deyna (1 rigore)

2 reti
- Héctor Yazalde
- Jairzinho
- Joachim Streich
- Wolfgang Overath
- Emmanuel Sanon
- Stanislav Karasi
- Ivica Šurjak
- Joe Jordan
- Roland Sandberg

1 rete
- Rubén Ayala
- Carlos Babington
- Miguel Ángel Brindisi
- Ramón Heredia
- Valdomiro
- Hristo Bonev
- Sergio Ahumada
- Martin Hoffmann
- Jürgen Sparwasser
- Rainer Bonhof
- Bernhard Cullmann
- Jürgen Grabowski
- Uli Hoeneß (1 rigore)
- Pietro Anastasi
- Fabio Capello
- Gianni Rivera
- Vladislav Bogićević
- Dragan Džajić
- Josip Katalinski
- Branko Oblak
- Ilija Petković
- Theo de Jong
- Ruud Krol
- Rob Rensenbrink
- Jerzy Gorgoń
- Peter Lorimer
- Conny Torstensson
- Ricardo Pavoni

Autoreti
- Roberto Perfumo (1, pro  Italia)
- Colin Curran (1, pro  Germania Est)
- Ruud Krol (1, pro  Bulgaria)
- Arsène Auguste (1, pro  Italia)

## Premi[15]
| Miglior marcatore | Miglior giovane | Premio FIFA Fair Play |
| ----------------- | --------------- | --------------------- |
| Grzegorz Lato (7) | Władysław Żmuda | Germania Ovest        |

### All-Star Team[17]
| Portiere   | Difensori                                                                           | Centrocampisti                                               | Attaccanti                                  |
| ---------- | ----------------------------------------------------------------------------------- | ------------------------------------------------------------ | ------------------------------------------- |
| Sepp Maier | Ruud Krol Paul Breitner Elías Figueroa Franz Beckenbauer Berti Vogts Marinho Chagas | Wolfgang Overath Kazimierz Deyna Johan Neeskens Branko Oblak | Rob Rensenbrink Johan Cruijff Grzegorz Lato |

### Videografia
- Federico Ferri, Federico Buffa, Storie Mondiali: Arancia Meccanica (1974), Sky Sport, 2014.